# Ziridava khasiensis
Ziridava khasiensis là một loài bướm đêm trong họ Geometridae.